# UstToday
UstToday（ユーストトゥディ）は、2010年5月10日より毎週月曜夜9時くらいから配信されているメディア情報番組。Ustreamやニコニコ生放送、TwitCastingなど、インターネットライブ動画の情報やIT関連情報をまとめている。

## 概要
特定のスタジオ等は持たず、貸し会議室などから配信しており、TwitCastingやYouTube Liveなど複数の媒体を使用して配信しているが、機材や配信場所、メンバーの都合がつかないときは、TwitCastingの配信リレーという形態での配信もある。新型コロナウイルス感染症の世界的流行 (2019年-)以降は、Zoomなどのリモートでの配信が主体となっている。
毎年5月はじめ頃に、山手線一周リレーウォーキングをしている。

### Ust時代
途中まではアーカイブは有料公開していた
- ライブ動画関連のゲストを毎回招いていた
- Ustreamでの週間視聴者数ランキング紹介
- iPhoneアプリの紹介コーナー

## 出演者

### 現在のメンバー
- 三上洋 - ITジャーナリスト
- ノダタケオ - ライブメディアクリエーター
- Ayano* - ユーストリーマー
- 山根康宏 - 香港在住携帯電話研究家
- macabc - 配信機材担当
- ジャーマネ - 視聴者との交流、メンバーから発せられた情報を配信先のコメント欄に情報を掲載する担当。2020年から新規メンバーとして参加中

### 過去のメンバー
- iPhoneマスター 石山学 - 番組内「お高いんでSHOW?」
- 蛯原天 - 番組内「お高いんでSHOW?」アシスタント
- 西尾香恋 - 女優志望